# アクアノートキャンパス
アクアノートキャンパスは、2002年に牧尾屋が制作した、ラブコメタッチで書かれたノベル系アドベンチャーゲームである。2002年7月31日にフリーウェアとして公開されたが、2014年2月12日をもって配信を終了した。

## 概要
主人公「島原涼一」の故郷である李尊島で繰り広げられる、遺跡発掘と恋愛を描いたアドベンチャーゲーム。プレイヤーは1週間という限られた期間で海底遺跡の発見を目指す。Pleiades Companyオリジナルブラウザゲーム第5弾であり、過去作品であるCG連載漫画『環境戦隊エコレンジャー』、後に制作されるアドベンチャーゲーム『雪月花』と世界が繋がっている。時系列として本作は『環境戦隊エコレンジャー』の約30年後、『雪月花』の2年前にあたる。
1プレイに必要な時間が短めで、繰り返して楽しむことができる。
本作品はファイルサイズを徹底的に小さくすることを目的として制作されている。そのためJavaScriptとMacromedia Flashを利用して制作し、アニメーションやCGにはベクターグラフィックを使用するなど、様々手法が取られている。当初はダウンロードするファイルのサイズを1枚のフロッピーディスクに収めるという目標を自らに課し、かつ成功した。現在はHTAアプリケーション、Microsoft Windows Vistaに対応させるなどのバージョンアップにより容量が増えている。

## ゲームシステム
ゲーム期間は7日間。1日は「朝」「午前」「昼」「午後」「夜」と5つの時間帯に分かれており、プレイヤーはその時間帯ごとに行動を選択する。
「朝」と「夜」のコマンドは「資料分析」「凪と話す」「さやかと話す」「休憩する」の4つであり、プレイヤーは涼一が取る行動を選択する。「午前」「昼」「午後」のコマンドは「海底探索」「海域調査」「資料分析」「休憩する」の4つであり、プレイヤーは諒一と凪が取る行動を選択する。
最終目的である海底遺跡を発見するためのパラメータとして「探索レベル」「情報レベル」「把握レベル」「発見レベル」が設定されている。プレイヤーはこれらの数値を見ながら、諒一と凪の取る行動を決定する。
諒一と凪には体力のパラメータがわかるようになっており、体力が減少すると特定の作業ができなくなる。
また諒一、凪、さやかにはそれぞれ目に見えないパラメータが設定されており、諒一とヒロインとの会話や行動などによって三人の関係は変化し、遺跡発掘の結果も含め、エンディングが変化する。ゲームオーバーはなくマルチエンディングとなっており、エンディング数は22である。
テキストの既読率が判定できるようになっており、100％を達成したときはキーワードが画面に現れ、それを作者にメールで送ると特典CGがプレゼントされた。そのCGは、サーパラマーケットで販売されていた『Overwhelm2006』に収録されていた（現在は販売終了）。

## ストーリー
主人公「島原涼一」は、T大学で海洋考古学ゼミの教鞭をとる若き教授。しかし実績がなく学生もさっぱり集まらないため、学校側からは厄介者として扱われていた。そしてとうとう、学校側は涼一に期限までに納得のいく実績を上げられなければ、海洋考古学ゼミを廃止すると勧告した。さすがに困った涼一は、唯一のゼミ生である「青海凪」と共に自らの故郷である李尊島へ発掘調査に出発する。

## 登場人物
島原涼一（しまばら りょういち）
主人公。T大学で海洋考古学ゼミの教鞭をとる教授。32歳。しかし最初の発見以降実績がさっぱりなため、今回とうとう学校側に最終勧告を突きつけられてしまう。自称天才かつ変人。奇妙な行動をとる度に凪に激しいツッコミを入れられて軌道修正しており、既に凪とは立派な漫才コンビである。
青海凪（おうみ なぎ）
涼一の海洋考古学ゼミに所属する唯一の学生かつ最大の被害者かつツッコミ役。ヒロインの一人。21歳。かなりの大食いであるが、それでいて全く太らず、スレンダーな体型をしている。胸が小さいことを密かに気にしており、その話題に触れてはいけない。
『環境戦隊エコレンジャー』の登場人物である青海洋（おうみ ひろし）と黄岡恵実（きおか めぐみ）の娘であり、性格や目の色、髪型などの特徴はそこからきている。作中で両親について触れる場面も存在する。
浜野さやか（はまの さやか）
李尊島の住人であり、涼一の幼馴染の未亡人。涼一たちが滞在する民宿の経営者でもある。ヒロインの一人。28歳。家庭的な性格でありながら、天然ボケ。しかし一人で思い悩むこともある。彼女の話は、彼女の今は亡き夫であり、涼一の親友でもあった人物が焦点となる。
彼女は『雪月花』にも出演しており、涼一のことをほのめかす台詞も発している。結婚しており、名前は「島原さやか」となっている。
白河詩織（しらかわ しおり）
T大学の学生であり、凪の高校時代の後輩。あるEDで登場。海洋考古学に興味を持っている。
『環境戦隊エコレンジャー』に登場する白河香織（しらかわ かおり）は、『かーぷろ!!』の属性にも白河ファミリーとついていることから、親戚であると考えられる。

## 収録雑誌
ゲームの紹介や、ゲームそのものが付録として収録された雑誌を列挙。
- 『DOS/V POWER REPORT』（インプレス）2002年11月号（9月28日発売）
- 『PC・GIGA』（インフォレスト）2002年11月号（10月5日発売）
- 『ウィンドウズROM!』（MCプレス）2002年11月号（10月18日発売）
- 『WindowsPower』（アスキー）2002年11月号（10月18日発売）
- 『TECH Win』（エンターブレイン）2002年12月号（11月8日発売）、2003年1月号（12月7日発売）
- 『Windows100%』（晋遊舎）2003年2月号（1月13日発売）
- 『PC-MAXX』（MCプレス）（2003年1月15日発売）
- 『ウィンドウズROM!』（MCプレス）2003年3月号（2月18日発売）
- 『WINDOWS TUNE』（大洋図書）2号（2003年3月31日発売）
- 『PC JACK』（毎日コミュニケーションズ）創刊号（2003年6月7日発売）
- 『TECH Win』（エンターブレイン）2003年7月号（6月8日発売）
- 『PC-MAXX』（MCプレス）第4号（2003年7月24日発売）
- 『TECH Win』（エンターブレイン）2003年10月号（9月26日発売）
- 『Windowsでゲームざんまい (2004)』（ローカス）（2003年12月発売）
- 『iP!』（晋遊舎）2004年2月号（2003年12月27日発売）
- 『フリーウェア5000 (2004Spring)』（エンターブレイン）（2004年3月発売）
- 『NP!』（白石書店）2005年6月号（4月26日発売）
- 『ウィンドウズROM!』（MCプレス）2006年1月号（2005年12月17日発売）
- 『無料最新Windowsゲーム+』（笠倉出版社）（2006年4月26日発売）